# Wincenty Zaleski
Wincenty Zaleski SDB (ur. 9 sierpnia 1913 w Krzeszowicach, zm. 26 marca 1983 w Kutnie) − polski salezjanin, doktor teologii, katechetyk.
W swoich katechezach reprezentował zasadniczo katechetyczny nurt psychologiczno-dydaktyczny.

## Życiorys
Urodził się 9 sierpnia 1913 w rodzinie Józefa i Heleny z d. Janowskiej. Po ukończeniu szkoły podstawowej w rodzinnych Krzeszowicach kontynuował naukę w gimnazjum salezjańskim w Oświęcimiu. W 1930 rozpoczął nowicjat w Czerwińsku nad Wisłą. Po złożeniu pierwszych ślubów zakonnych 2 sierpnia 1931 rozpoczął studia filozoficzne w Wyższym Seminarium Duchownym Towarzystwa Salezjańskiego w Marszałkach. W latach 1932–1936 odbył praktykę pedagogiczną najpierw w Lądzie nad Wartą, a następnie w Czerwińsku nad Wisłą. Następnie studiował teologię w salezjańskim Wyższym Seminarium Duchownym w Krakowie. Święcenia kapłańskie przyjął 17 lutego 1940. Po święceniach pracował najpierw w parafii św. Stanisława Kostki w Krakowie, następnie od 1945 w parafii Najświętszego Serca Jezusowego w Warszawie. Na tej placówce przebywał do 1957, katechizując w szkołach i parafii. Gdy po 1956 nastąpił okres odwilży w stosunkach państwo-Kościół, władze zgromadzenia skierowału ks. Zaleskiego do Rokitna Wielkopolskiego, gdzie został kierownikiem Studium Katechetycznego. W latach 1959–1964 był proboszczem parafii Świętej Rodziny w Pile. Od 1964 przebywał w Łęczycy, będąc kapelanem tamtejszych urszulanek. W latach 1966–1972 był proboszczem i przełożonym na Kawęczyńskiej w Warszawie. Ks. Zaleski obronił w 1965 doktorat na stołecznej ATK na podstawie pracy „Problem rysunku dziecka we współczesnej katechezie”. W latach 1970–1975 był członkiem Komisji Katechetycznej Episkopatu Polski. Przez jakiś czas był też odpowiedzialnym za duszpasterstwo akademickie przy kościele św. Anny w Warszawie. Od 1975 mieszkał w Jaciążku, zaś od 1976 do swojej śmierci w 1983 w Kutnie-Woźniakowie.

## Publikacje
- 1947 Katechizm w rysunkach i symbolach, t. 1: „Credo”, t. 2: „Przykazania”, Warszawa
- 1966 Nauka Boża. Katechezy, t. 1-2, Poznań
- 1960 Nauka Boża. Dekalog, Poznań
- 1962 Mistyczne Ciało Chrystusa. Traktat o Kościele, Poznań
- 1964 Jezus Chrystus. Zagadnienia biblijne, Poznań
- 1966 Apostołowie Jezusa Chrystusa, Poznań
- 1984 Święci na każdy dzień, Warszawa (wyd. IV, Warszawa 2008 ISBN 978-83-7201-353-8)